# Caulerpa taxifolia
 Caulerpa taxifolia  ist eine Grünalgenart aus den Chlorophyta. Bekannt wurde sie vor allem durch die ins Mittelmeer eingeschleppten Vorkommen. Sie vermehrt sich dort klonal, also ungeschlechtlich, und ist nun weit verbreitet. Sie überwuchert die heimischen Seegraswiesen und vernichtet dadurch die Lebensgrundlage vieler dortiger Tiere. Deshalb hat man ihr den Namen „Killeralge“ gegeben. Da die Alge giftig ist, hat sie im Mittelmeer kaum natürliche Feinde. Seit etwa 2000 geht der Bestand der Art im Mittelmeer aus unbekannten Gründen wieder zurück.
Später, zuerst nachgewiesen 2006 an der türkischen Mittelmeerküste, trat ein weiterer Stamm der Art im Mittelmeer auf, der nicht mit der invasiven, aus den Aquarien stammenden Sippe identisch ist. Er wird taxonomisch als Caulerpa taxifolia (Vahl) C. Agardh var. distichophylla (Sonder) Verlaque, Huisman and Procaccini bezeichnet.
Mit Caulerpa racemosa (die invasive Sippe später neu bestimmt als Caulerpa cylindracea) wurde noch eine weitere Art derselben Gattung ins Mittelmeer eingeschleppt, wo sie ähnliche, heute eher noch größere Probleme verursacht. Weitere eingeschleppte Arten der Gattung sind unauffälliger.

## Bau und Gestalt
Der Thallus von Caulerpa taxifolia ist, wie typisch für die Gattung, gegliedert in grüne, auf dem Gewässergrund kriechende Achsen (Stolonen, bei der Art etwa 0,8 bis 2,5 mm breit), die auf dem Substrat verankert sind durch abgehende farblose, verzweigte Fäden (wegen der Ähnlichkeit zu Wurzeln Rhizoide genannt). Von den Stolonen gehen in regelmäßigen Abständen aufrecht wachsende, blattähnliche Seitenzweige ab, diese werden wegen der Gestalt ähnlich einem Blatt Phylloide oder wegen der Hauptbedeutung für die Photosynthese Assimilatoren genannt. Der wissenschaftliche Name der Art taxifolia leitet sich von der Form dieser Phylloide ab: Taxus = Eibe und folia = Blätter. Der gesamte Thallus ist nicht durch Scheidewände gekammert und nicht in Einzelzellen gegliedert, das gesamte Zytoplasma bildet einen Synzytium genannten ungeteilten Verband mit zahlreichen Zellkernen. Im Zytoplasma sitzen zudem zahlreiche kleine Chloroplasten und zusätzlich chlorophyll-freie, Amyloplasten genannte Speicherorganellen. Das Innere (Lumen) der Phylloide ist durch nach innen wachsende Fortsätze der Zellwand, die es von Wand zu Wand brückenartig queren, versteift, diese werden Trabeculae genannt.
Caulerpa taxifolia kann von anderen Arten der Gattung morphologisch an folgenden Merkmalen unterschieden werden: Assimilatoren blassgrün, blattförmig, nicht blasig. Diese bestehen aus einer normalerweise unverzweigten Mittelachse (Rachis), von der zweizeilig jeweils gegenständige Seitensprosse abgehen. Diese Seitenverzweigungen sind länger als der Durchmesser der Rachis, sie sind deutlich abgeflacht (nicht stielrund). Sie erreichen normalerweise, in ruhigem Wasser, eine Länge von etwa 5 bis 9 Millimeter, es gibt aber in Zonen mit bewegtem Wasser Thalli, deren Phylloide nur kurze, 1 bis 2 Millimeter lange Seitenäste tragen (teilweise auch taxonomisch unterschieden als var. falcifolia oder var. distichophylla). Die Seitenzweige sind blattartig flach, an der Basis etwas eingeschnürt, gerade oder (meist) merklich nach oben hin gebogen, mit scharfer Spitze. Zwischen den Seitenverzweigungen kann jeweils eine Lücke ausgebildet sein, oder diese stoßen mehr oder weniger direkt aneinander.
Die Arten der Gattung Caulerpa sind je nach Umweltbedingungen morphologisch recht variabel, wodurch zahlreiche Formen beschrieben worden sind und die Abgrenzung der Arten gegeneinander schwierig ist.
Stolonen der Art erreichen normalerweise eine Länge von etwa 20 Zentimeter. Gelegentlich kommen aber, unter besonders günstigen Bedingungen, Riesenformen vor, deren Thalli 2,5 Meter lang sind. Diese gehören damit zu den größten überhaupt bekannten Einzelzellen.
Caulerpa-Arten unterscheiden sich untereinander im Ploidie-Grad, auch innerhalb derselben Art. Untersuchte Thalli von Caulerpa taxifolia erwiesen sich als diploid.
Es ist naheliegend zu fragen, wie der genetische Informationsfluss den Stoffwechsel im Synzytium steuert. Es wurde ein allgemeines Muster festgestellt, das von der Basis zum Frontscheitel reicht, wobei Transkription und nachfolgende Translation auf bestimmte Zellregionen verortet sind.

## Lebenszyklus

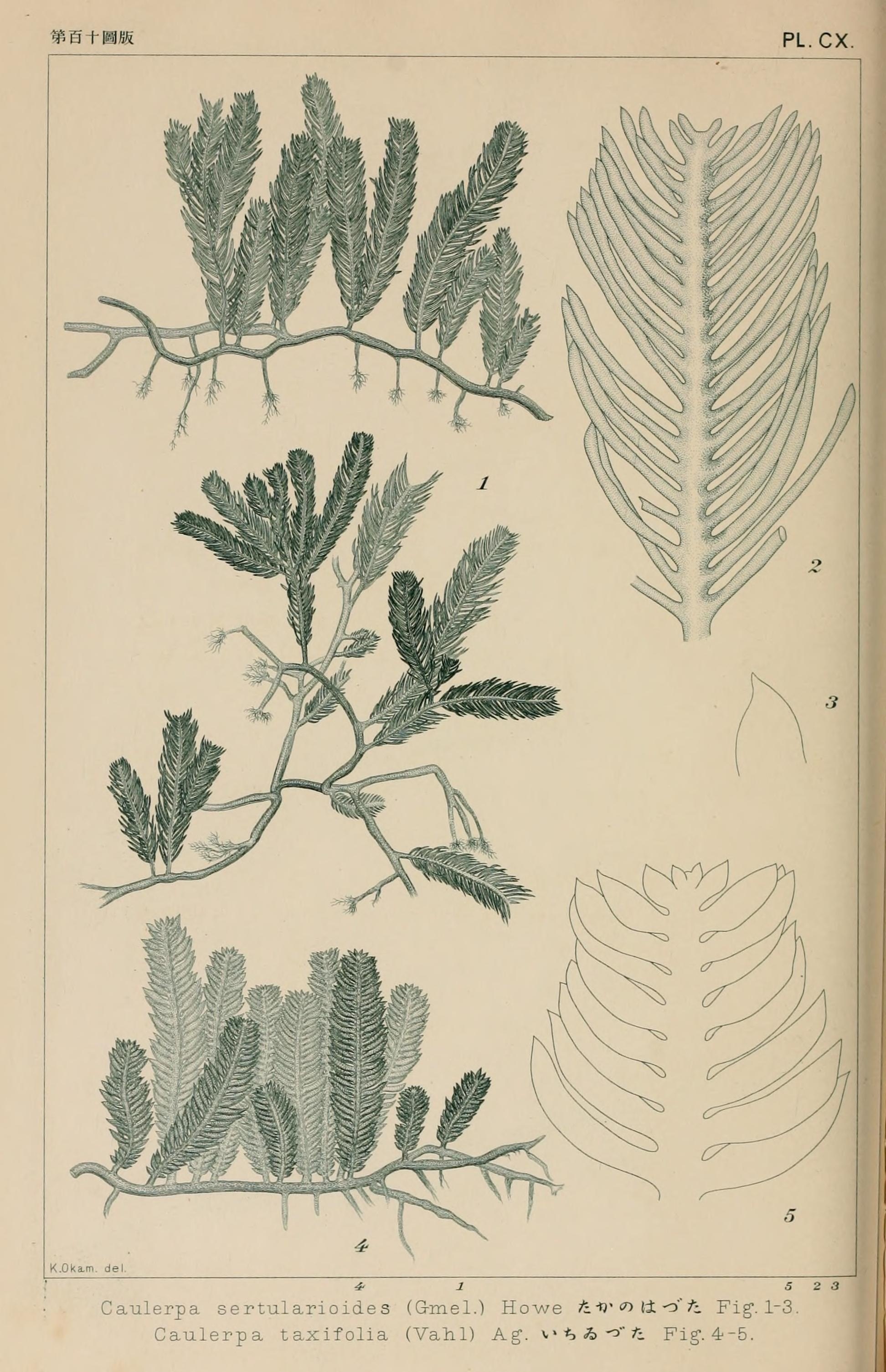
Abbildung von Caulerpa taxifolia (unten) in Icones of Japanese algae von Kintaro Okamura

Caulerpa taxifolia verbreitet sich normalerweise asexuell vegetativ, nämlich durch Fragmentation der Thalli. Abgerissene Assimilatoren werden durch Strömung verschleppt und können sich bei erneutem Bodenkontakt wieder zu ganzen Pflanzen regenerieren. Wenn ein Teil solch einer Alge mit einem Schiffsanker ausgerissen wird und in eine andere Bucht gelangt, wächst aus diesem Stück wieder eine vollständige, sich ausbreitende Alge heran. Caulerpa taxifolia übersteht auch ein gewisses Maß an Austrocknung ohne größere Schäden. Besonders Anker reißen Teile der Alge vom seichten Meeresgrund und befördern sie in andere Meeresabschnitte (sogenannte Agochorie). Tatsächlich fanden sich die ersten Vorkommen von C. taxifolia ausschließlich in der Nähe von Häfen.
Im natürlichen Herkunftsgebiet der Art ist auch sexuelle Fortpflanzung nachgewiesen. Bei der sexuellen Fortpflanzung schwenkt ein ganzer Thallus auf die Produktion von Gameten um, das gesamte Zytoplasma wird in Gameten umgewandelt. Zurück bleibt anschließend nur die leere, dann rein weiß gefärbte, Zellwand des alten Thallus. Es schalten jeweils nur ein gewisser Anteil der Thalli, etwa fünf bis zwanzig Prozent, synchron auf sexuelle Fortpflanzung um. Innerhalb der Art kommen nebeneinander Individuen und Populationen mit rein weiblichen, rein männlichen und solche, die auf demselben Thallus nebeneinander männliche und weibliche Gameten produzieren (Monözie oder Einhäusigkeit genannt) vor. Es ist vorläufig weder bekannt, wodurch die geschlechtliche Fortpflanzung insgesamt ausgelöst, noch, wodurch dann das Geschlecht der Gameten determiniert wird. Es werden bisher nicht identifizierte Umweltreize angenommen.
Bei einsetzender Gametogenese ändern die Thalli zunächst ihre Farbe. Das Zytoplasma zieht sich aus den Stolonen zurück, innerhalb der Phylloide bildet sich eine netzartige Struktur. Es werden auf der Oberfläche der Rachis einige Millimeter lange Röhrchen neu ausgebildet, aus denen letztlich die Gameten entlassen werden. Die fertigen Gameten sind rundlich (birnenförmig) und zwischen den Geschlechtern gleich gestaltet, die weiblichen ein wenig größer (5 bis 8 gegenüber 4 bis 5 Mikrometer). An einem Pol sitzen zwei, untereinander gleich gestaltete Geißeln. Jede Gamete besitzt einen Zellkern und einen Chloroplasten. Nur die weiblichen Gameten besitzen einen Augenfleck. Die männlichen sind schnellere und aktivere Schwimmer. Treffen zwei Gameten unterschiedlichen Geschlechts zusammen, verschmelzen sie manchmal zu einer diploiden Zygote. Oft kommt es nicht zur Verschmelzung, möglicherweise existieren inkompatible Stämme.
Bei den ins Mittelmeer eingeschleppten Populationen von Caulerpa taxifolia kommt es, soweit bekannt, nie zur sexuellen Fortpflanzung. Allerdings wurde in einer Population in der Adria die Bildung von Gameten beobachtet. Hier entließen zahlreiche Thalli bei Wassertemperaturen über 25 °C, synchronisiert durch die Belichtung, zahlreiche Gameten. Da alle von ihnen männlich waren, kam es nicht zur Befruchtung.

## Verbreitung
Caulerpa taxifolia ist in warmen, tropischen Meeren fast weltweit verbreitet, sofern die Wassertemperatur im Winter 15 °C überschreitet. Vorkommen werden angegeben für den östlichen Pazifischen Ozean und den Indischen Ozean, südlich bis zur tropischen Nordküste Australiens (inkl. Lord-Howe-Insel), nördlich bis Südchina und an den Küsten des Iran, an den Küste zahlreicher Inseln Ozeaniens, an der Ost- und Westküste Afrikas, im Westatlantik von Brasilien im Süden durch die Karibik bis Florida im Norden.
Vom Menschen eingeschleppt kommt die Art, außer im Mittelmeer, an zahlreichen Stellen entlang der gemäßigten Südküste Australiens vor. Ein eingeschlepptes Vorkommen in Japan ist aufgrund geringer Wassertemperaturen von selbst wieder erloschen. Ein eingeschlepptes Vorkommen an der nordamerikanischen Pazifikküste in Kalifornien wurde sofort scharf bekämpft und gilt heute als wieder ausgerottet.

## Herkunft der Vorkommen im Mittelmeer
Forscher der Universität Genf kamen bei einer Untersuchung  zum Ergebnis, dass diese Algenart ein Neophyt ist, der vermutlich aus dem Meeresgebiet östlich von Australien stammt.
Genetische Untersuchungen scheinen zu bestätigen, dass alle Individuen dieser Art im Mittelmeer von einer Alge abstammen.
Diese eine Alge stammt ursprünglich aus dem botanisch-zoologischen Garten in Stuttgart, der Wilhelma. In dessen Aquarienabteilung wird Caulerpa taxifolia sehr gerne als Aquarienalge verwendet, da sie aufgrund giftiger Ausscheidungen nicht oder nur sehr langsam von Rotalgen überwuchert wird. Das verringert den Putzaufwand enorm. Aufgrund dieser Eigenschaften wurde Caulerpa taxifolia an das Aquarium des Ozeanographischen Institutes von Monaco weitergegeben. Eine Hypothese besagt, dass sie mit dem Abwasser des Aquariums ins Mittelmeer gelangte. Es gibt auch Gerüchte, dass Mitarbeiter die Alge gezielt ausgesetzt hätten. Unbestritten ist, dass die Alge zuerst vor Monaco im Mittelmeer auftauchte. Von dort wurde sie mit Schiffsankern nach Italien, entlang der Côte d’Azur und auf die Balearen weiterverbreitet. Die Invasion im Mittelmeer war nicht mehr zu stoppen.
Neuere Untersuchungen haben klar bestätigt, dass der im Mittelmeer eingeschleppte Stamm ursprünglich aus dem Indopazifik um Australien stammt.

## Bekämpfung und Fressfeinde
Als an der Küste von Kalifornien ebenfalls ein kleineres Vorkommen von C. taxifolia gefunden wurde, bekämpfte man dieses, indem eine Plane über die Algenwiese gestülpt wurde. Anschließend wurde die Alge mit Chlor abgetötet. Diese Methode rottet aber auch unschädliche Tiere und Pflanzen aus; die Kosten sind zudem viel zu hoch, um sie flächendeckend im Mittelmeer anzuwenden.
Man studiert eine Schneckenart, Elysia subornata, die sich von C. taxifolia ernährt. Durch besondere Enzyme neutralisiert sie das Gift der Alge.
Die einzigen im Mittelmeer heimischen Fischarten, die Caulerpa-Rasen abweiden, sind Goldstrieme (Sarpa salpa) und Gelbstriemenbrasse (Boops boops) aus der Familie der Meerbrassen. Sie fressen, mit Maximum im Herbst, vor allem an den aufrecht wachsenden Stolonen, wodurch ein buschigerer Wuchs der Alge resultiert. Ein wesentlicher Rückgang der Algen wurde dadurch nicht ausgelöst.
In Laborversuchen lösten Caulerpa-Extrakte sowie Caulerpin in den Zellen eines Meeresschwammes Apoptose aus.

## „Killeralge“
Der unsachliche Name „Killeralge“ bezieht sich nicht auf aktives Töten, sondern umschreibt allmähliches Überwuchern der ursprünglichen Meeresflora. Ein Großteil des marinen Ökosystems des Mittelmeeres baut auf dem Primärproduzenten Seegras auf. Es produziert die Nährstoffe, bietet Lebensraum für viele Algen- und Tierarten, die wiederum Nahrungsgrundlage für Fische u. a. Meerestiere bilden. C. taxifolia überwuchert das Seegras und entzieht ihm Sonnenlicht und Nährstoffe, sodass es abstirbt. Dann verschwinden auch (fast) alle anderen Algen und Tiere. Über die Größe des Problems gibt es allerdings unterschiedliche Wertungen. Einige Forscher vertreten die Ansicht, Caulerpa würde sich vor allem opportunistisch in Lücken der Seegraswiesen einnisten, die aus anderen Gründen entstanden sind und sei selbst gar nicht imstande, dieses aktiv zu verdrängen.

## Rückgang nach 2000
Nach der äußerst raschen initialen Ausbreitung in den Jahren 1984 bis etwa 2000 hat sich die Art bei weitem nicht so stark ausgebreitet, wie ursprünglich prognostiziert worden war. Die weitere Expansion kam zunächst zum Stillstand, später verschwand die Art, aus bis heute nicht verstandenen Gründen, von einem Großteil der vorher besiedelten Flächen wieder. So verschwand sie etwa ab 2004 vollständig aus den Gewässern vor Sizilien. Auch ein starker Rückgang an der kroatischen Adriaküste ab 2000 setzte spontan ein, obwohl sich intensive Bekämpfungsmaßnahmen in den Vorjahren als völlig wirkungslos erwiesen hatten. Der Rückgang steht hier auch nicht mit einer Änderung der Wassertemperaturen in Zusammenhang.

## Wirtschaftliche Kosten
Caulerpa taxifolia wird in einer Studie des Leibniz-Instituts für Gewässerökologie und Binnenfischerei (IGB) und des Institute for Global Food Security der irischen Queen’s University Belfast auf Platz 6 der kostenintensivsten invasiven Wasserpflanzen gelistet. Weitere besonders hohe wirtschaftliche Kosten verursachende Arten sind in absteigender Reihenfolge die Dickstielige Wasserhyazinthe (Pontederia crassipes), der Blutweiderich (Lythrum salicaria), die Grundnessel (Hydrilla verticillata), das Schlickgras (Sporobolus cynosuroides), das Alligatorkraut (Alternanthera philoxeroides), das Schlickgras (Sporobolus alterniflorus), Großer Wassernabel (Hydrocotyle ranunculoides), die Kanadische Wasserpest (Elodea canadensis) und der Große Algenfarn (Azolla filiculoides). Insgesamt wurde der weltweite wirtschaftliche Schaden durch invasive Wasserpflanzen für den Zeitraum von 1975 bis 2020 auf mehr als 32 Milliarden US-Dollar summiert.